# Francis Loomis
Francis Loomis (1812–1892) var en amerikansk politiker som var viceguvernör i Connecticut från 1877 till 1879. Detta var under den tvååriga mandatperiod som Richard D. Hubbard var guvernör.